# 松耀司·舒克马卡纳尼
松耀司·舒克马卡纳尼（1973年8月20日—）是泰国导演。

## 作品
- 2002年，My Elephant
- 2004年，《小情人》，Fan chan
- 2006年，《鬼宿舍》，Dorm
- 2008年，《爱我一下夏》，Hormones
- 2009年，《鬼乱5》， Phobia 2
- 2013年，《與Bodyslam同在 演唱會電影》，Bodyslam-nanglen(บอดี้สแลม นั่งเล่น)記錄泰國樂團Bodyslam Naglen演唱會實錄
- 2013年，《賀爾蒙：混亂十代》，Hormones電視劇版